# Itamar Augusto Cautiero Franco
Itamar Augusto Cautiero Franco (Oceano Atlantico, 28 giugno 1930 – San Paolo, 2 luglio 2011) è stato un politico brasiliano.
È stato Presidente del Brasile dal 2 ottobre 1992 al 1º gennaio 1995. Vicepresidente della Repubblica con Fernando Collor de Mello dal 15 marzo 1990, gli succedette dopo che questi fu deposto dal Congresso Nazionale con l'accusa di corruzione (29 dicembre 1992). Proseguì nella politica economica di austerità e privatizzazioni di Collor, e nel 1993 sottopose la Costituzione del 1988 al referendum popolare progettato dal presidente José Sarney.

## Biografia
Nato su una nave in navigazione fra Salvador de Bahia e Rio de Janeiro, sua madre, Italia Cautiero, era di origini italiane; suo padre, di origini tedesche, morì prima della sua nascita.
Si laureò in ingegneria civile nell'istituto Escola de Engenharia de Juiz de Fora (Scuola d'Ingegneria di Juiz de Fora) dell'Universidade Federal de Juiz de Fora nel 1955. Entrò nella carriera politica nel 1958 quando, per il Partito Laburista Brasiliano (PTB), si candidò a consigliere municipale di Juiz de Fora e più dopo, nel 1962, a vicesindaco, non avendo successo in entrambi i tentativi. Coll'inizio della dittatura militare nel Brasile, si unì al Movimento Democrático Brasileiro (Movimento Democratico Brasiliano-MDB), diventando sindaco di Juiz de Fora dal 1967 al 1971 e rieletto nel 1972, quando due anni dopo, si dimise per candidarsi, con successo, al Senato Federale Brasiliano per Minas Gerais, nel 1975. Guadagnò influenza nel MDB, e quindi essendo eletto vice-leader del partito nel 1976 e 1977. Nell'inizio della decada di 1980, col pluripartitismo ristabilito nel paese, aderì al Partito del Movimento Democratico Brasiliano (PMDB), il successore del MDB. Nel 1982, fu rieletto senatore, difendendo sempre le campagne politiche del movimento Diretas já (che esigeva che ci fossero elezioni dirette per presidente del Brasile), e votando nel candidato dell'opposizione Tancredo Neves per presidente nelle Elezioni presidenziali del Brasile nel 1985. Migrò nel Partito Liberale (PL) nel 1986, anno in cui si candidò al governo di Minas Gerais, però fu sconfitto, ritornando al Senato nel 1987 per la terza volta.
Nel 1988, è unito al governatore dello Stato di Alagoas Fernando Collor de Mello per lanciare una candidatura alla Presidenza e Vicepresidenza del Brasile, per l'estinto Partito della Ricostruzione Nazionale (PRN). Itamar, come Vicepresidente, divergeva in diversi aspetti di politica economico-finanziera adottata per Collor, uscendo dal PRN e a ritornando nel PMDB nel 1992. A seguito dell'impeachment del presidente, assunse provvisoriamente il ruolo di capo di Stato e capo di governo nel 2 ottobre 1992 ed il ruolo di Presidente della Repubblica nel 29 dicembre 1992. Nel suo governo tenne un referendum sulla forma e il sistema di governo in Brasile: il risultato fu la conferma della repubblica presidenzialista nel Brasile. Durante il suo governo, fu ideato il Plano Real (piano che cambiava la valuta brasiliana avendo come obiettivo la stabilità dell'economia), elaborato dal Ministero delle finanze. Gli succedette nella presidenza della repubblica il ministro delle finanze, Fernando Henrique Cardoso.
Franco non si candidò alle elezioni presidenziali del 1994, poiché la Costituzione proibiva la rielezione del presidente, divenendo invece governatore del Minas Gerais. Nutrì un forte rancore per il presidente Fernando Henrique Cardoso (suo ex-ministro degli Esteri e delle Finanze), accusandolo di aver raccolto i meriti dei suoi programmi di ristabilizzazione economica, e anche perché questo emendò la Costituzione per farsi rieleggere nel 1998.
Nel 1998 annunciò che il Minas Gerais non poteva pagare i suoi debiti al governo federale, lievitati per l'innalzamento dei tassi d'interesse decretato da Cardoso per arrestare la fuga dei capitali e proteggere la moneta nazionale.
Opponendosi fortemente al suo successore, Itamar pensò di candidarsi a Presidente nel 1998 e 2002, ma non ha proseguito con l'idea e fu rieletto facilmente Governatore di Minas Gerais nel 1998. Nel 2002, ha sostenuto la candidatura di Luis Inácio Lula da Silva opponendosi alla candidatura di José Serra, candidato sostenuto da Cardoso. Non cercò la rielezione nel stato di Minas Gerais. Si è lanciato pre-candidato alla presidenza per il PMDB nel 2006, ma perse da Anthony Garotinho, candidandosi quindi al Senato, però fu sconfitto. Nel mese di maggio del 2009, aderì al Partido Popular Socialista (Partito Populare Socialista-PPS), partito per il quale si candidò al Senato per Minas Gerais nel 2010 e fu eletto, dopo 22 anni di essere uscito dallo stesso ufficio.
È morto nel 2011, pochi giorni dopo il suo ottantunesimo compleanno. Nel maggio 2011 gli viene diagnosticata una leucemia a seguito di alcuni esami che aveva fatto a causa di un'influenza. Da questo mese viene esonerato dal partecipare ai lavori del Senato. Il 27 giugno, però, mentre lottava contro la leucemia, i medici gli diagnosticarono una polmonite trasferendolo dunque nell'unità di terapia intensiva per la gravità del suo stato di salute. Le sue condizioni di salute rimasero così fino al 2 luglio, quando morì a causa di un ictus in un ospedale di San Paolo.

## Vita privata
Itamar Franco si sposò una volta sola, nel 1968, nel periodo in cui era prefetto. Con la moglie, la giornalista Anna Elisa Surerus, generò due figlie, Georgiana e Luciana. La coppia si separò dopo 10 anni.